# 2025년 푸트라하이츠 가스 폭발 사고
2025년 푸트라하이츠 가스 폭발 사고는 2025년 4월 1일 오전 8시 8분경 말레이시아 슬랑오르주 수방자야 푸트라하이츠에서 페트로나스가 관리하던 가스 파이프라인에 누출이 발생해 일어난 대형 폭발과 화재 사고이다. 이드 알피트르 축제 둘째날 아침에 일어난 이 폭발은 최대 높이 30 m의 불기둥을 만들었다. 이 사고로 111명이 부상을 입고 반경 290 m 내 주택가에 긴급 대피령이 내려졌다.

## 사고
2025년 4월 1일 오전 8시 8분경(현지 시각), 푸트라하이츠에서 폭발이 발생해 잘란푸트라하르모니 주변 거주 지역에 거대한 버섯구름이 생겨났다. 주변 지역 주민들은 강력한 흔들림을 느꼈으며, 일부 목격자는 페트로나스가 소유한 가스 파이프라인이 터지기 전 파열되어 있었던 걸 봤다고 말했다. 폭발로 생겨난 불기둥 높이는 30 m에 달하며, 중심 온도는 약 1,000도에 가까웠다. 폭발 장면은 수 km 떨어진 곳에서도 볼 수 있었으며 소셜 미디어 플랫폼을 통해 폭발 영상이 빠르게 퍼져나갔다. 폭발과 함께 모래와 자갈도 사방으로 최대 수 km까지 흩어져 푸트라하이츠와 인근 푸총 주민에까지 영향을 미쳤다.
처음에는 일부 언론에서 주유소 화재라고 잘못 보도했지만 이내 슬랑오르 소방구조국이 페트로나스 가스 파이프라인에서 폭발했다고 발표하며 정정되었다.
목격자에 따르면 폭발로 주변 주택과 차량에 광범위한 재산 피해가 발생했다. 화재로 최소 주택 49채가 피해를 입었다.
화재 현장 인근에 있는 캄풍 쿠알라순가이바루 마을 주민은 화염으로 인한 강렬한 열 때문에 인근 클랑강에 빠져 열을 피했다. 일부 주민은 안전한 곳으로 피하기 위해 강을 헤엄쳐 건넜다.
폭발로 수방자야와 푸트라하이츠 지역에 정전이 발생해 테나가 나시오날(TNB) 회사는 기술팀을 파견해 복구 작업을 진행했다. 수방자야 지역은 같은 날 오전 10시 22분 전기가 완전히 복구되었지만 스파크나 합성 위험을 방지하기 위해 푸트라하이츠 지역은 케이블 점검 작업을 진행하여 같은날 오후 4시까지 정전되었다.
파열된 파이프라인에서 발생한 화재는 최초 발화 후 7시간동안 지속되어 오후 3시 45분이 되어서야 완전히 소화되었다. 폭발로 현장에는 가로 약 21 m, 세로 약 24 m, 깊이 9.8 m의 거대한 크레이터가 생겼다.